# Leïla Sfez
Leïla Sfez (1874-1944) là một ca sĩ và nhà soạn nhạc người Tunisia gốc Do Thái, người đã trở thành một nghệ sĩ biểu diễn cà phê nổi tiếng ở Tunis trong những năm 1920. Bà hát nhạc trong cả ma'luf và thể loại charqui. 

## Tiểu sử
Sinh ra trong một gia đình Tunisia gốc Do Thái vào năm 1874, Leïla Sfez trở thành một nghệ sĩ biểu diễn nổi tiếng, hát những bài hát theo phong cách Andalusia cổ điển trong một phòng hòa nhạc ở quận Bab Souika của Tunis. Ngoài các buổi biểu diễn âm nhạc thành lập, bà tiếp tục sáng tác các bài hát. Bà cũng được nhớ đến khi giới thiệu cô cháu gái Habiba Msika với phong cách âm nhạc của mình. Bà dạy bà hát và chơi piano.
Âm nhạc của Sfez được ghi âm lần đầu tiên vào năm 1910 bởi Công ty Gramophone đã bắt đầu thu âm các giọng ca nữ Do Thái ở Tunisia. Danh mục của họ có Sfez biểu diễn các bài hát ma'luf và Trung Đông. Năm 1929, Pathé-Marconi thu âm các bài hát của mình, bao gồm "Hbibi ghab", "Jani el marsoul" et "Emta narja fik".
Thời gian trôi qua, Chị em nhà hóa học ngày càng trở nên nổi tiếng, Sfez rút lui khỏi sân khấu, dành nhiều thời gian hơn để đào tạo cháu gái Habbiba Msika, người cũng trở nên nổi tiếng. Các ca sĩ Do Thái nổi tiếng khác trong thời kỳ này bao gồm Banat Chamama và Cheikh Elafrit.